# ボーイズリーグ
ボーイズリーグ（英語: Japan Boys League）は、中学硬式野球の団体の一つで、連盟の名称は公益財団法人 日本少年野球連盟（にほんしょうねんやきゅうれんめい）。

## 概要
鶴岡一人の主導により1970年に大阪市で28チームの少年野球団でスタート。当初は近畿圏を中心に活動していたが、その後全国各地に参加チームが増加し、現在は41支部721チーム（小学生の部、中学生の部を含めて）が参加し、毎年春季大会、夏季の全国選手権大会を中心にして各地で大会が開催されている。さらに世界少年野球大会や日中、日韓親善試合などの海外交流大会も開催されている。

## ルール
- ルールは公認野球規則に準じたものである。
- 基本的なルールはリトルリーグ、リトルシニアの競技規則と同等であるが、リトルリーグで認めていない小学生のランナーの離塁や振り逃げを認めるなど、細かい点は異なる。
- 試合イニングスは小学生は6回、中学生は7回（一般の試合は9回）だが、得点差によってはコールドゲームが設定されることもある。また同点の場合、ほとんどはトーナメントで行うため延長戦が回数・時間無制限で行われたり、またはタイムテーブルの関係で時間制限付きで、同点の場合抽選で次のステップ進出のチームを決めることもある。
- ヘルメットは各チームとも1試合に付き7個以上使用すること。
- 投手は同じ日に小学生は6回、中学生は7回を越えて投球することが禁じられる。また投球回数の端数（0/3,1/3,2/3）は切り上げて1回と見なす。
- ダブルヘッダー（同一日の連戦）での連投も可能だが、2試合を通して上記の規定投球回数を越えてはいけない。

（例）第1試合で3回まで投球すれば、第2試合は最大小学生は3回、中学生は4回までしか投球できない。
- 小学生は肩・肘などの怪我に繋がる可能性を考慮し、変化球の使用が禁止されている。

## 主要大会

### 日本少年野球選手権大会
毎年8月に大阪などで開催。エイジェック特別協賛。出場チームは中学生48。小学生は12。中学生の部の優勝チームはエイジェック盃GCSの出場権。

#### 歴代優勝チーム
| 回 | 年度   | 中学生の部                               | 小学生の部                               |
| -- | ------ | ---------------------------------------- | ---------------------------------------- |
| 1  | 1970年 | 夙川                                     | 全守口                                   |
| 2  | 1971年 | 夙川                                     | 河内長野                                 |
| 3  | 1972年 | バファローズ                             | バファローズ                             |
| 4  | 1973年 | 夙川                                     | 河内長野                                 |
| 5  | 1974年 | 和歌山下津                               | 大阪北                                   |
| 6  | 1975年 | 和歌山下津                               | 全守口                                   |
| 7  | 1976年 | 布施                                     | 尼崎ジュニアーズ                         |
| 8  | 1977年 | 九州古賀                                 | バファローズ                             |
| 9  | 1978年 | 九州古賀                                 | 大阪東ジャガーズ                         |
| 10 | 1979年 | 兵庫武庫ファイターズ                     | 河内長野                                 |
| 11 | 1980年 | 大阪東淀川                               | オール松原                               |
| 12 | 1981年 | ジュニアホークス                         | 河内長野                                 |
| 13 | 1982年 | 河内長野                                 | ジュニアホークス                         |
| 14 | 1983年 | 八尾ペッカーズ                           | 柳川                                     |
| 15 | 1984年 | 和歌山有田                               | 尼崎園田フレンズ                         |
| 16 | 1985年 | 泉州                                     | 茨木ナニワ                               |
| 17 | 1986年 | 志村球友会                               | 八尾フレンド                             |
| 18 | 1987年 | 志村球友会                               | 八尾フレンド                             |
| 19 | 1988年 | 兵庫武庫ファイターズ                     | 全守口                                   |
| 20 | 1989年 | 福井                                     | 八尾フレンド                             |
| 21 | 1990年 | 八尾フレンド                             | 八尾フレンド                             |
| 22 | 1991年 | 鹿屋ビッグベアーズ                       | 堺南ジャガーズ                           |
| 23 | 1992年 | 神戸ドラゴンズ                           | 八尾フレンド                             |
| 24 | 1993年 | 松山クラブ                               | 流山クラブ                               |
| 25 | 1994年 | 新宿ヴァリアンツ                         | 香芝                                     |
| 26 | 1995年 | 東名古屋スターズ                         | 八尾フレンド                             |
| 27 | 1996年 | ジュニアホークス                         | 兵庫尼崎                                 |
| 28 | 1997年 | 橿原コンドル                             | 八尾フレンド                             |
| 29 | 1998年 | 東名古屋スターズ                         | 八尾フレンド                             |
| 30 | 1999年 | 橿原コンドル                             | ジュニアホークス                         |
| 31 | 2000年 | ジュニアホークス                         | 八尾フレンド                             |
| 32 | 2001年 | 京都ヴィクトリーズ                       | 八尾フレンド                             |
| 33 | 2002年 | オール枚方                               | 全泉州                                   |
| 34 | 2003年 | 名古屋フレンズ                           | 八尾フレンド                             |
| 35 | 2004年 | 大東畷                                   | 四日市トップエース                       |
| 36 | 2005年 | オール枚方                               | 全泉州                                   |
| 37 | 2006年 | 香芝                                     | ジュニアホークス                         |
| 38 | 2007年 | 湘南クラブ                               | 大阪生野                                 |
| 39 | 2008年 | オール枚方                               | 伊勢ジャガーズ                           |
| 40 | 2009年 | 葛城JFK                                  | 八尾ファイターズ                         |
| 41 | 2010年 | オール枚方                               | 世田谷タイガース                         |
| 42 | 2011年 | 葛城JFK                                  | 岡崎葵                                   |
| 43 | 2012年 | 大阪東淀川                               | 大阪柴島                                 |
| 44 | 2013年 | 枚方                                     | 都筑中央                                 |
| 45 | 2014年 | 枚方                                     | 奈良葛城                                 |
| 46 | 2015年 | 鯖江                                     | 奈良葛城                                 |
| 47 | 2016年 | 奈良葛城                                 | 中百舌鳥                                 |
| 48 | 2017年 | 飯塚                                     | 大阪泉州                                 |
| 49 | 2018年 | 福井中学                                 | 奈良葛城                                 |
| 50 | 2019年 | 京葉                                     | 大阪泉州                                 |
| 51 | 2020年 | 新型コロナウイルスの感染拡大の影響で中止 | 新型コロナウイルスの感染拡大の影響で中止 |
| 52 | 2021年 | 湘南                                     | 東京世田谷                               |
| 53 | 2022年 | 湘南                                     | 東京世田谷                               |
| 54 | 2023年 | 明石                                     | 東京世田谷                               |
| 55 | 2024年 | 宮城仙北                                 | 堺中央                                   |
| 56 | 2025年 | 東海中央                                 | 滋賀大津                                 |

### その他の大会
- スターゼン盃春季大会

毎年3月に東京で開催。2011年と2020年は中止。